# Billé
Pour les articles homonymes, voir Bille.
Billé est une commune française située dans le département d'Ille-et-Vilaine en région Bretagne, peuplée de 1 038 habitants.

## Géographie

### Communes limitrophes
| La Chapelle-Saint-Aubert                    | Romagné                            | Javené |
| Vendel (Rives-du-Couesnon)                  | Billé                              | Parcé  |
| Saint-Georges-de-Chesné (Rives-du-Couesnon) | Combourtillé, Montreuil-des-Landes |        |

### Hydrographie
Pour un article plus général, voir Réseau hydrographique d'Ille-et-Vilaine.
La commune est située dans le bassin Loire-Bretagne. Elle est drainée par le Couesnon, le Général, le Muez, le ruisseau de Charles, le ruisseau de Vallet et le ruisseau du Moulin de Gasselin,,.
Le Couesnon, d'une longueur de 97 km, prend sa source dans la commune de Saint-Pierre-des-Landes et se jette  dans la Manche au niveau du Mont-Saint-Michel, après avoir traversé 25 communes. 

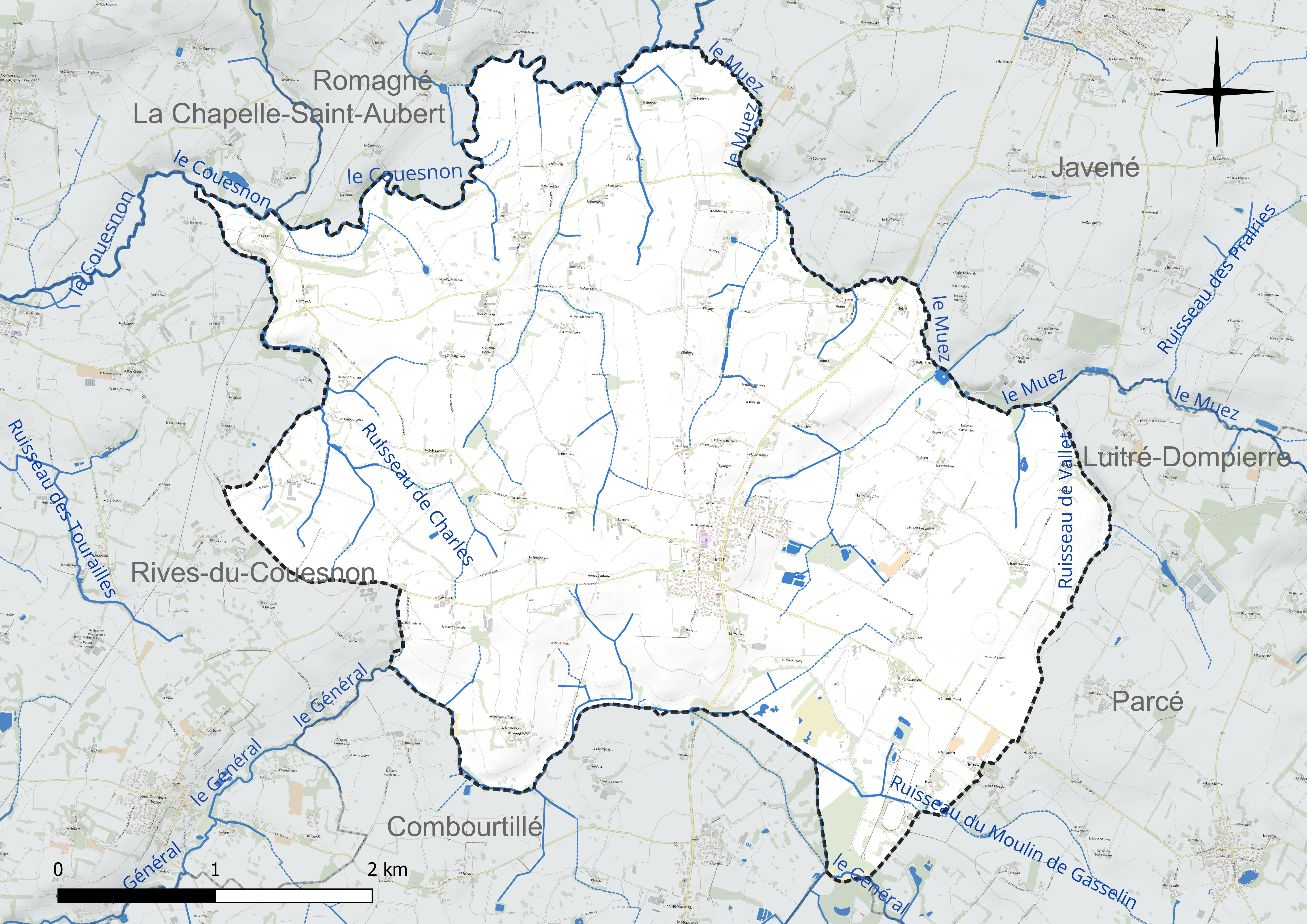
Réseau hydrographique de Billé.

Le Général, d'une longueur de 19 km, prend sa source dans la commune de Montreuil-des-Landes et se jette  dans le Couesnon à Rives-du-Couesnon, après avoir traversé cinq communes. 
Le Muez, d'une longueur de 11 km, prend sa source dans la commune de Parcé et se jette  dans le Couesnon sur la commune, après avoir traversé quatre communes. 

### Climat
Pour des articles plus généraux, voir Climat de la Bretagne et Climat d'Ille-et-Vilaine.
En 2010, le climat de la commune est de type climat océanique franc, selon une étude du CNRS s'appuyant sur une série de données couvrant la période 1971-2000. En 2020, Météo-France publie une typologie des climats de la France métropolitaine dans laquelle la commune est exposée à un climat océanique et est dans la région climatique  Bretagne orientale et méridionale, Pays nantais, Vendée, caractérisée par une faible pluviométrie en été et une bonne insolation. Parallèlement l'observatoire de l'environnement en Bretagne publie en 2020 un zonage climatique de la région Bretagne, s'appuyant sur des données de Météo-France de 2009. La commune est, selon ce zonage, dans la zone « Intérieur Est », avec des hivers frais, des étés chauds et des pluies modérées.  
Pour la période 1971-2000, la température annuelle moyenne est de 11,2 °C, avec une amplitude thermique annuelle de 13,1 °C. Le cumul annuel moyen de précipitations est de 842 mm, avec 13,3 jours de précipitations en janvier et 7,9 jours en juillet. Pour la période 1991-2020, la température moyenne annuelle observée sur la station météorologique la plus proche, située sur la commune de Fougères à 8 km à vol d'oiseau, est de 11,9 °C et le cumul annuel moyen de précipitations est de 939,1 mm,. Pour l'avenir, les paramètres climatiques de la commune estimés pour 2050 selon différents scénarios d'émission de gaz à effet de serre sont consultables sur un site dédié publié par Météo-France en novembre 2022.

## Urbanisme

### Typologie
Au 1er janvier 2024, Billé est catégorisée commune rurale à habitat dispersé, selon la nouvelle grille communale de densité à sept niveaux définie par l'Insee en 2022.
Elle est située hors unité urbaine. Par ailleurs la commune fait partie de l'aire d'attraction de Fougères, dont elle est une commune de la couronne,. Cette aire, qui regroupe 26 communes, est catégorisée dans les aires de 50 000 à moins de 200 000 habitants,.

### Occupation des sols
L'occupation des sols de la commune, telle qu'elle ressort de la base de données européenne d'occupation biophysique des sols Corine Land Cover (CLC), est marquée par l'importance des territoires agricoles (96,5 % en 2018), une proportion sensiblement équivalente à celle de 1990 (97,1 %). La répartition détaillée en 2018 est la suivante : 
terres arables (53 %), zones agricoles hétérogènes (27 %), prairies (16,5 %), zones urbanisées (2,6 %), forêts (0,9 %). L'évolution de l'occupation des sols de la commune et de ses infrastructures peut être observée sur les différentes représentations cartographiques du territoire : la carte de Cassini (XVIIIe siècle), la carte d'état-major (1820-1866) et les cartes ou photos aériennes de l'IGN pour la période actuelle (1950 à aujourd'hui).

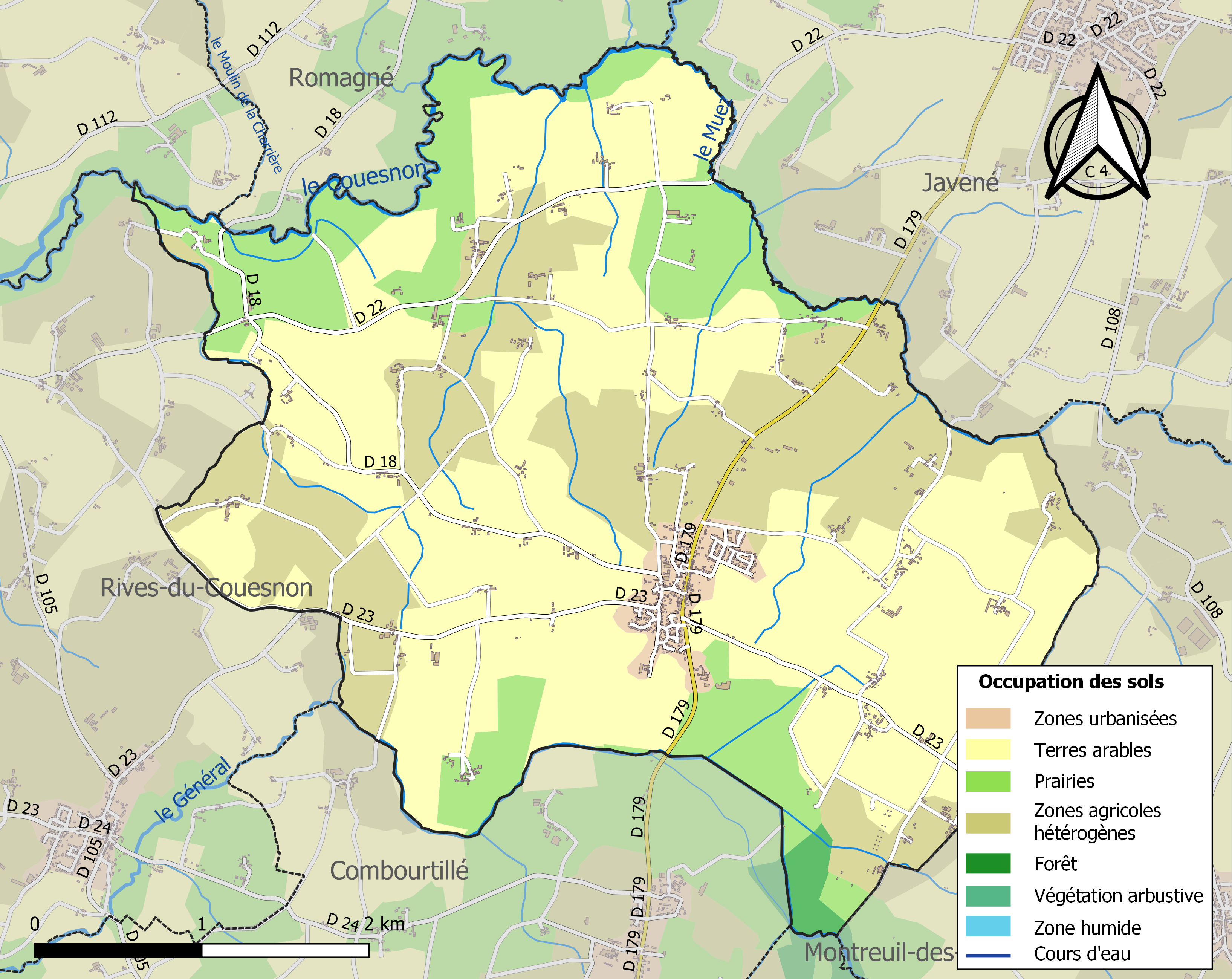
Carte des infrastructures et de l'occupation des sols de la commune en 2018 (CLC).

## Toponymie
Attestations anciennes, :
Ecclesia de Billeio (1157) ;
Bileium (1185) ;
Billeyum (XVIe siècle).
Étymologie :
On reconnait dans Billé le radical gaulois bilio- signifiant « arbre » (qu'on retrouve en français dans la « bille » de bois), ce qui a amené Jacques Lacroix, à la suite de Raymond Sindou, à voir dans Billé un ancien site d'exploitation forestière.
Il s'agit plus probablement d'un toponyme dérivé du nom de personne gaulois, Billios, formé sur le même radical et suffixé en -acum : Billé désignerait donc « le domaine de Billios »,,.

## Histoire

### Époque moderne
Eusèbe Bougré, recteur de Billé, décède le 31 décembre 1769 : « il est pleuré de tous les pauvres dont il était le père nourricier »

### Révolution française
Des fêtes révolutionnaires sont organisées, surtout après la fin de la Terreur : les victoires des armées républicaines sont fêtées, notamment la paix avec l'Autriche, principal ennemi de la France, en brumaire an VI.
Mais un courant hostile à la Révolution existe également : en novembre 1793, le curé constitutionnel de Billé, Porée, qui a remplacé l'ancien recteur, Hunault, réfractaire, dont il était précédemment le vicaire, est abattu, ainsi que plusieurs autres personnes, par des Chouans. Les gardes nationaux de Fougères rétablirent l'ordre et plusieurs chouans furent condamnés à mort et exécutés en février 1794 à Fougères ; parmi eux, Jean Bertrand (de Billé), Julien Guengault (de Combourtillé), Julien Vannier.
Le 5 novembre 1799, après le combat de Vendel, les chouans fusillent 17 prisonniers républicains au Champ-Picard, près de la ferme de Mesaubouin.

### LeXIXesiècle
Peu après l'arrivée d'un instituteur normalien à Billé en 1835, le curé, Hautbois, monte en chaire et proclama que les enfants qui iront à l'école communale ne feront pas leurs Pâques.

### LeXXesiècle

#### L'Entre-deux-guerres
Le 1er avril 1921, le service téléphonique commença à fonctionner dans la commune.

## Politique et administration

### Rattachements administratifs et électoraux
La commune se trouve  dans l'arrondissement de Fougères du département d'Ille-et-Vilaine. Pour l'élection des députés, elle fait partie depuis 1988 de la sixième circonscription d'Ille-et-Vilaine.
Elle a été de 1793 à 1801 le chef-lieu d'un fugace canton de Billé. En 1801, elle intègre le canton de Fougères-Sud. Dans le cadre du redécoupage cantonal de 2014 en France, la commune est désormais rattachée au canton de Fougères-1.

### Intercommunalité
La commune était membre de la communauté de communes dénommée Fougères communauté, créée le 1er janvier 2002 par transformation  d'un District créé fin 1966 et dont faisait déjà partie Billé.
Dans le cadre des dispositions de la loi portant nouvelle organisation territoriale de la République (Loi NOTRe) du 7 août 2015, qui prévoit que les établissements publics de coopération intercommunale (EPCI) à fiscalité propre doivent avoir un minimum de 15 000 habitants (et 5 000 habitants en zone de montagnes), cette intercommunalité fusionne avec ses voisines pour former, le 1er janvier 2017, la communauté d'agglomération dont le nom est Fougères Agglomération.

### Liste des maires
| Période                                  | Période                       | Identité                        | Étiquette   | Qualité                                           |
| ---------------------------------------- | ----------------------------- | ------------------------------- | ----------- | ------------------------------------------------- |
| 1790                                     |                               | M. Hunault                      |             |                                                   |
| Les données manquantes sont à compléter. |                               |                                 |             |                                                   |
| 14 décembre 1794                         | 15 décembre 1815              | Jean Jehannin (1760-1834)       |             |                                                   |
| 1816                                     | 1822                          | Jean Briand (1772-1845)         |             | Ancien adjoint au maire                           |
| 17 janvier 1822                          | 22 novembre 1830 (révocation) | Joseph Fouro (1776-1836)        |             |                                                   |
| 22 novembre 1830                         | 1840                          | Pierre Chevallier (1769-1844)   |             |                                                   |
| 4 octobre 1840                           | 19 février 1870 (décès)       | Joseph Delatouche (1807-1870)   |             |                                                   |
| 14 mai 1871                              | 2 août 1899 (décès)           | Amand Delatouche (1838-1899)    |             | Ancien adjoint au maire                           |
| 1899                                     | mai 1900                      | Hyacinthe Cupif (1846-1907)     |             |                                                   |
| mai 1900                                 | 17 mai 1908                   | Louis Lebreton (1860-1926)      |             |                                                   |
| 17 mai 1908                              | mai 1912                      | Pierre Serrand (1877-1915)      |             |                                                   |
| mai 1912                                 | décembre 1919                 | Jean Bazin (1874-1931)          |             | Ancien adjoint au maire                           |
| décembre 1919                            | 10 mai 1941 (décès)           | François Chevallier (1875-1941) |             | Ancien adjoint au maire                           |
| 1941                                     | 23 juillet 1951 (décès)       | Jean Roussel, (1885-1951)       | MRP         |                                                   |
| 26 août 1951                             | 30 mars 1965                  | Victor Leblanc (1899-1973)      |             | Cultivateur à la Hargrinière                      |
| 30 mars 1965                             | 28 mars 2014                  | Marcel Roussel, (1936-2024)     | CDS puis SE | Agriculteur Vice-président de Fougères communauté |
| 28 mars 2014,                            | En cours                      | Daniel Balluais                 | SE          | Agriculteur Réélu pour le mandat 2020-2026        |

## Démographie
L'évolution du nombre d'habitants est connue à travers les recensements de la population effectués dans la commune depuis 1793. Pour les communes de moins de 10 000 habitants, une enquête de recensement portant sur toute la population est réalisée tous les cinq ans, les populations de référence des années intermédiaires étant quant à elles estimées par interpolation ou extrapolation. Pour la commune, le premier recensement exhaustif entrant dans le cadre du nouveau dispositif a été réalisé en 2008.
En 2022, la commune comptait 1 038 habitants, en évolution de −1,14 % par rapport à 2016 (Ille-et-Vilaine : +5,46 %, France hors Mayotte : +2,11 %).
| 1793  | 1800  | 1806  | 1821  | 1831  | 1836  | 1841  | 1846  | 1851  |
| ----- | ----- | ----- | ----- | ----- | ----- | ----- | ----- | ----- |
| 1 112 | 1 134 | 1 112 | 1 258 | 1 285 | 1 202 | 1 165 | 1 172 | 1 165 |

| 1856  | 1861  | 1866  | 1872  | 1876  | 1881  | 1886  | 1891  | 1896  |
| ----- | ----- | ----- | ----- | ----- | ----- | ----- | ----- | ----- |
| 1 165 | 1 147 | 1 106 | 1 081 | 1 122 | 1 072 | 1 078 | 1 085 | 1 090 |

| 1901  | 1906  | 1911  | 1921 | 1926 | 1931 | 1936 | 1946 | 1954 |
| ----- | ----- | ----- | ---- | ---- | ---- | ---- | ---- | ---- |
| 1 029 | 1 087 | 1 034 | 934  | 927  | 881  | 823  | 785  | 756  |

| 1962 | 1968 | 1975 | 1982 | 1990 | 1999 | 2006 | 2008  | 2013  |
| ---- | ---- | ---- | ---- | ---- | ---- | ---- | ----- | ----- |
| 739  | 683  | 564  | 702  | 824  | 832  | 984  | 1 027 | 1 038 |

| 2018  | 2022  | - | - | - | - | - | - | - |
| ----- | ----- | - | - | - | - | - | - | - |
| 1 055 | 1 038 | - | - | - | - | - | - | - |

## Lieux et monuments

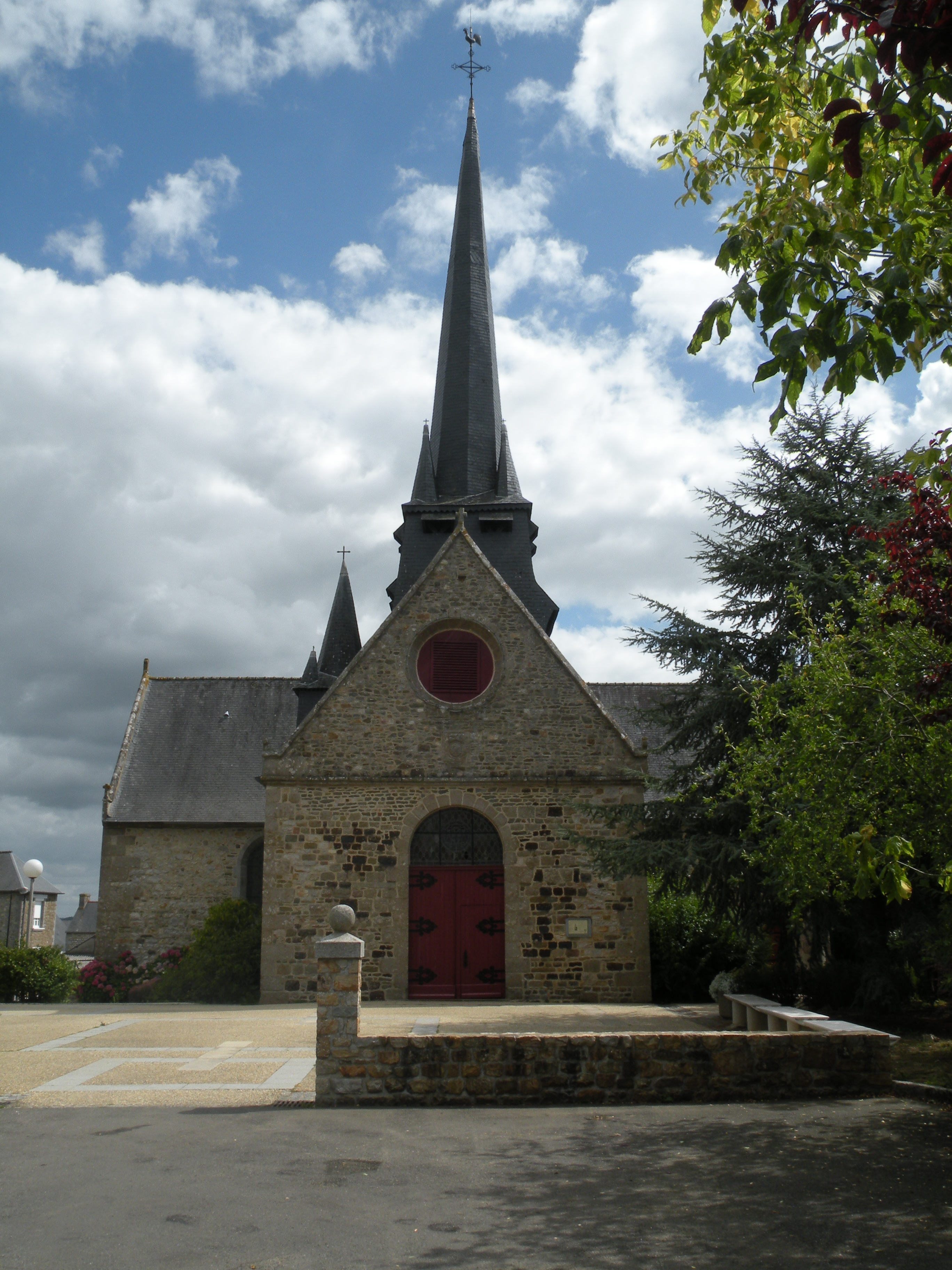
L'église Saint-Médard.

- L'église Saint-Médard des XVIe et XVIIe siècles avec des éléments plus anciens[46].
- Le presbytère datant de 1627.
- Une croix monumentale de 1607 et une autre de 1894.
- Le manoir de la Chapellenie près de l'église et quelques autres manoirs vieux de plusieurs siècles[47].
- Le manoir de la Ronce (XVIe siècle). Le manoir est bâti pour le gros-œuvre en granite et grès : moellons pour la façade et pierres de taille pour les ouvertures[48].
- Le château d'eau de Billé. Décoré d'une fresque, il permet de facilement repérer Billé depuis Fougères.

## Personnalités liées
- Monseigneur François-Jean-Marie Serrand, né à Billé en 1874, mort en 1949, évêque de Saint-Brieuc et Tréguier[49].
- Benjamin Gérard (né en 1984), auteur de bande dessinée et de livre jeunesse, y habite[50].